# Chaoborus bolviensis
Chaoborus bolviensis är en tvåvingeart som beskrevs av Lane och Heredia 1956. Chaoborus bolviensis ingår i släktet Chaoborus och familjen tofsmyggor.
Artens utbredningsområde är Bolivia. Inga underarter finns listade i Catalogue of Life.